# Cucine Lube
Cucine Lube s.r.l. ist ein italienischer Küchenhersteller. Der Hauptsitz befindet sich in Treia in der Region Marken. Das Unternehmen wurde 1967 von Luciano Sileoni und Benito Raponi gegründet und zählt zu den größten Küchenherstellern in Italien.

## Geschichte
Im Jahr 1967 fand Cucine Lube in einer einfachen Garage seinen Anfang. Damals gründeten der Schreiner Luciano Sileoni und der Friseur Benito Raponi in der Provinz Macerata (Marken) das Unternehmen SIRA s.r.l. Das Akronym leitete sich von den Initialen der Nachnamen der beiden Gründungsmitglieder ab.
Das Unternehmen expandierte in kurzer Zeit und 1974 wurde die industrialisierte Produktion in ein neues Werk verlegt. Der Eintritt von Sileonis Schwager Fabio Giulianelli als drittem Gesellschafter in das Unternehmen führte zur Änderung des Firmennamens in LUBE Cucine Componibili srl.  Der Firmenname leitet sich von den Initialen der Vornamen der beiden Eigentümer ab. Das Unternehmen vermarktete seine Produkte Anfang der 1980er Jahre in den Regionen Marken, Abruzzen und Emilia-Romagna und erweiterte anschließend sein Vertriebsnetz im ganzen Land.
Das Unternehmen stellte in den folgenden Jahrzehnten andere Arten von Möbeln her, intensivierte den Export ins Ausland und gründete 1993 die LUBE Over S.p.A. Group. Zehn Jahre später, im Jahr 2003, wurde die LUBE Over Group nach einer Umstrukturierung der Unternehmensstruktur durch Fusion in die Lube Holding Srl eingegliedert und die Geschäftstätigkeit auf ein neues Unternehmen namens Cucine Lube Srl übertragen.

## Wirtschaftsdaten
Cucine Lube ist unter den Küchenherstellern Italiens marktführend in Bezug auf Produktion und Umsatz.
Neben den Einbauküchen werden auch Designermöbel im Wohn- und Schlafbereich, Tische und Stühle hergestellt.
Die Produktion erfolgt im 150.000 m² großen Werk Treia, in dem über 650 Mitarbeiter beschäftigt sind. Im Jahr 2019 wurde ein Umsatz von 210 Millionen Euro erzielt, bis dahin der höchste in der Geschichte der Unternehmen in der Region Marken. Das Unternehmen exportiert in über 76 Länder und verfügt über ein kommerzielles Netzwerk mit weltweit über 2.000 Küchenfachgeschäften. Auf dem Dach der Produktionsstätte wurde eine Photovoltaikanlage mit über 15.000 Modulen installiert, die jährlich rund 6 Millionen kW saubere Energie produzieren.
Die Gruppe vermarktet ihre Küchen und Möbel unter den Markennamen Creo Kitchens, Borgo Antico Cucine und Faer Ambienti.
Zur Cucine Lube gehören:
- Volley Lube, Volleyballmannschaft in der ersten italienischen Liga
- GIL Trasporti, eigenes Transportunternehmen
- ACOP Components, Hersteller von Holzkomponenten